# Шарипов, Абдисаттор
Абдисаттор Шарипов, другой вариант имени — Абдусаттор (род. 1936 год, Узбекская ССР) — бригадир совхоза «Коммуна» Чустского района Андижанской области, Узбекская ССР. Герой Социалистического Труда (1966). Депутат Верховного Совета СССР 10-го и 11-го созывов.

## Биография
Родился в 1936 году в одном из сельских населённых пунктов современного Чустского района (сегодня — Наманганская область). Таджик. После окончания средней школы с 1952 года трудился табельщиком в местном совхозе «Коммуна» Чустского района. В последующие годы обучался в училище сельской механизации, после которого продолжил трактористом, бригадиром механизированной хлопководческой бригады в совхозе «Коммуна» Чустского района.
Бригада Абдисаттора Шарипова ежегодно показывала высокие трудовые результаты в хлопководстве. Досрочно выполнила коллективное социалистическое обязательство и производственные планы Семилетки (1959—1965) по хлопководству. Указом Президиума Верховного Совета СССР от 30 апреля 1966 года удостоен звания Героя Социалистического Труда за «успехи, достигнутые в увеличении производства хлопка-сырца и коконов шелкопряда» с вручением ордена Ленина и золотой медали «Серп и Молот» (№ 12419).
С 1973 года — бригадир механизированной бригады в совхозе «Дустлик» Касансайского района Наманганской области. Член КПСС.
Избирался депутатом Совета Национальностей Верховного Совета СССР 10-го от Узбекской ССР(1979—1984) и 11-го (1984—1989) созывов и делегатом XXVI съезда КПСС.
После выхода на пенсию проживал в Наманганской области.